# Карик (Калифорнија)
Карик (енгл. Carrick) насељено је место без административног статуса у америчкој савезној држави Калифорнија.

## Демографија
По попису из 2010. године број становника је 131, што је 25 (-16,0%) становника мање него 2000. године.
| Група             | 2000.       | 2010.       |
| Белци             | 135 (86,5%) | 105 (80,2%) |
| Афроамериканци    | 1 (0,6%)    | 7 (5,3%)    |
| Азијати           | 0 (0,0%)    | 2 (1,5%)    |
| Хиспаноамериканци | 15 (9,6%)   | 8 (6,1%)    |
| Укупно            | 156         | 131         |